# 신성일로
신성일로(Sinseongil-ro)는 경상북도 영천시 대창면 직천리와 본촌동을 잇는 도로이다. 원래 본촌동에 하이브리드연구소가 있어 하이브리드로라는 이름이 붙었으며 대창면 직천리에서 영천 나들목을 잇는 도로였으나, 도로 중간에 신성일 기념관이 있어 2021년 12월 10일으로 괴연동-채신동 경계를 기준으로 남은 신성일로, 북은 산업단지로로 도로구간을 분할하였다.

## 연혁
- 2021년 12월 10일 : 기존 하이브리드로에서 신성일 기념관이 위치한 도로명을 신성일로로 반영[1]

## 노선 경로
- 삼거리 명칭 미상 - 금창로
- 엄현재
- 성일가
- 괴연동-채신동 경계 - 채신2공단길
- 산업단지로와 직결